# 私立探偵・下澤唯
『私立探偵・下澤唯』（しりつたんてい・しもさわゆい）は、フジテレビ系の2時間ドラマ『金曜プレステージ』で放映された作品のひとつ。主演は高島礼子。原作は柴田よしきの「下澤唯シリーズ」。

## キャスト
下澤唯：高島礼子
京都で私立探偵を営んでいる。7年前に夫が失踪し、「夫の居場所を残しておきたい。いつか必ず夫は私のところに帰ってくる」と夫が開いた探偵事務所を守ることを決意し、自らが探偵となった。しかし夫を探す手掛かりとなるような依頼や事件もなく、浮気調査などの仕事が続いていた。
下澤貴弘：宇梶剛士
唯の夫。東京で調査会社の調査員をしていたが、唯との結婚を機に独立し、京都に自分の探偵事務所を開いた。その半年後謎の失踪をする。
兵藤風太：吹越満
京都府警捜査一課刑事。唯に密かに惚れている。唯と貴弘との縁を取り持っている。
川崎多美子：江波杏子
東京での唯の先輩。東京の調査会社「フロンティア・データバンク」の所長。

## 放映リスト・ゲスト
第1作：2011年7月22日放映「悲しみの殺人迷路」（原作：「観覧車」「回転木馬」祥伝社刊）
夫の貴弘が失踪直前、佃での土地境界の民事訴訟事件の調査に関与していたと判明する。唯は、被告側の渋川さわ子の周辺から手掛かりを攻めていく。
- 渋川美雪（渋川さわ子の娘）：酒井若菜
母親のさわ子と折り合いが悪く、高校時代に家出する。
- 佐野明子（渋川さわ子が入院していた時の隣人）：大島蓉子
- 渡辺恭介（渋川美雪のオトコ）：ビビる大木
7年前に京都で殺され、白骨死体となって発見される。
- 三田村修一（渡辺恭介の弟分）：湯江健幸
東京で唯の後をつけていた。
- 小松崎鶸矢（カメラマン）：田中健
唯と貴弘の結婚記念写真のバックの桜を撮っている。
- 高橋理恵（川崎多美子の秘書）：竹本聡子
- 杉浦雄一郎（京都府警捜査一課課長）：有福正志
- 相原喜美子（渋川美雪のホステス時代の同僚）：川村亜紀
- 中島隆（京都府警捜査一課刑事）：能見達也
- 菊池徳之（渋川美雪の実父）：田口主将
- 冒頭部の浮気カップル：谷桃子、西興一朗
- 冒頭部で浮気調査を依頼した女：武藤晃子
- 山村伸郎（土地境界事件の原告側弁護士）：伊藤正之
- 渋川さわ子のご近所さん：松本じゅん
- 渋川さわ子が入院していた病院の看護婦：舟木幸
- 小松崎鶸矢の姪：伊澤心愛知
- 岡崎宏、芝崎昇、竹嶋康成、塚原賢二、谷藤太、古川康、東美菜

## スタッフ
- 原作：柴田よしき
- 脚本：いずみ玲
- 監督：星田良子
- 取材協力：ヒューマン探偵事務所
- 技術協力：バスク
- 美術協力：アックス
- プロデューサー：鈴木伸太郎
- 制作：フジテレビ
- 制作著作：共同テレビジョン